# Filarmonica di Černihiv
La Filarmonica di Černihiv, o in modo completo il Centro filarmonico dell'oblast'  di Černihiv per festival e concerti (in ucraino Чернігівський обласний філармонійний центр фестивалів та концертних програм?; in russo Черниговский областной филармонический центр фестивалей и концертных программ?), è la società filarmonica regionale con sede a Černihiv, in Ucraina.

## Storia

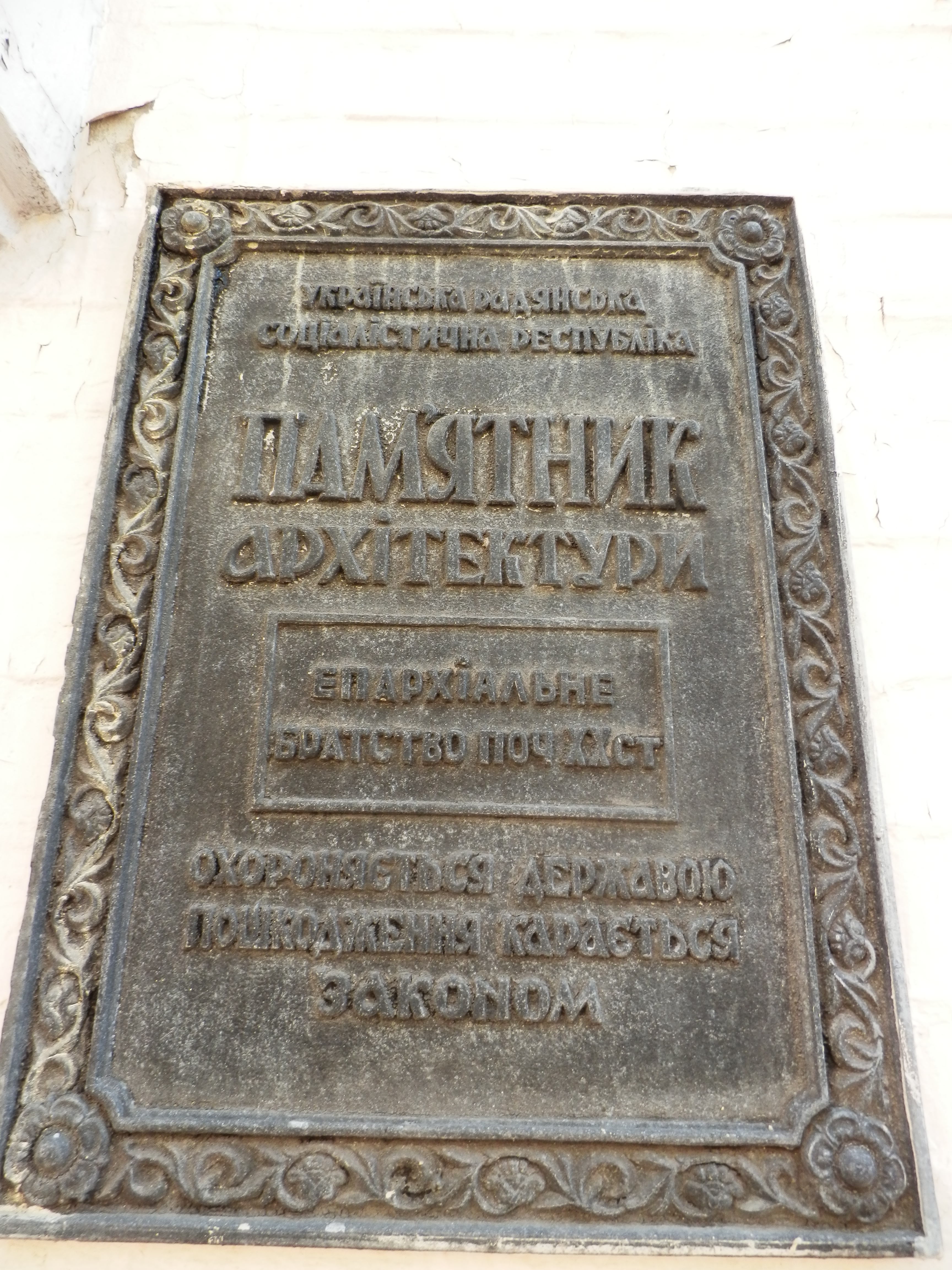
Targa posta all'esterno della facciata

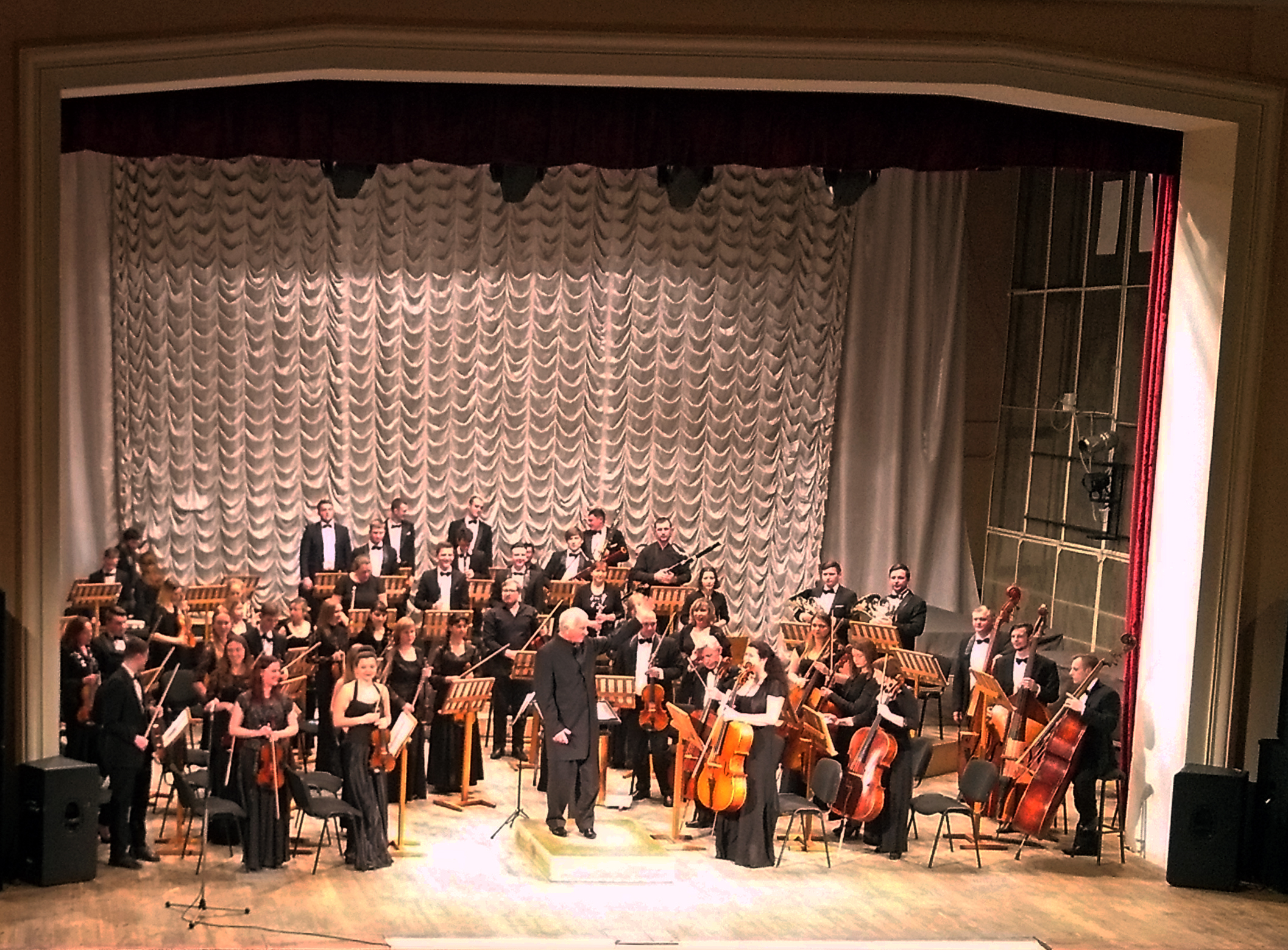
Concerto che si è tenuto alla Filarmonica il 7 dicembre 2017

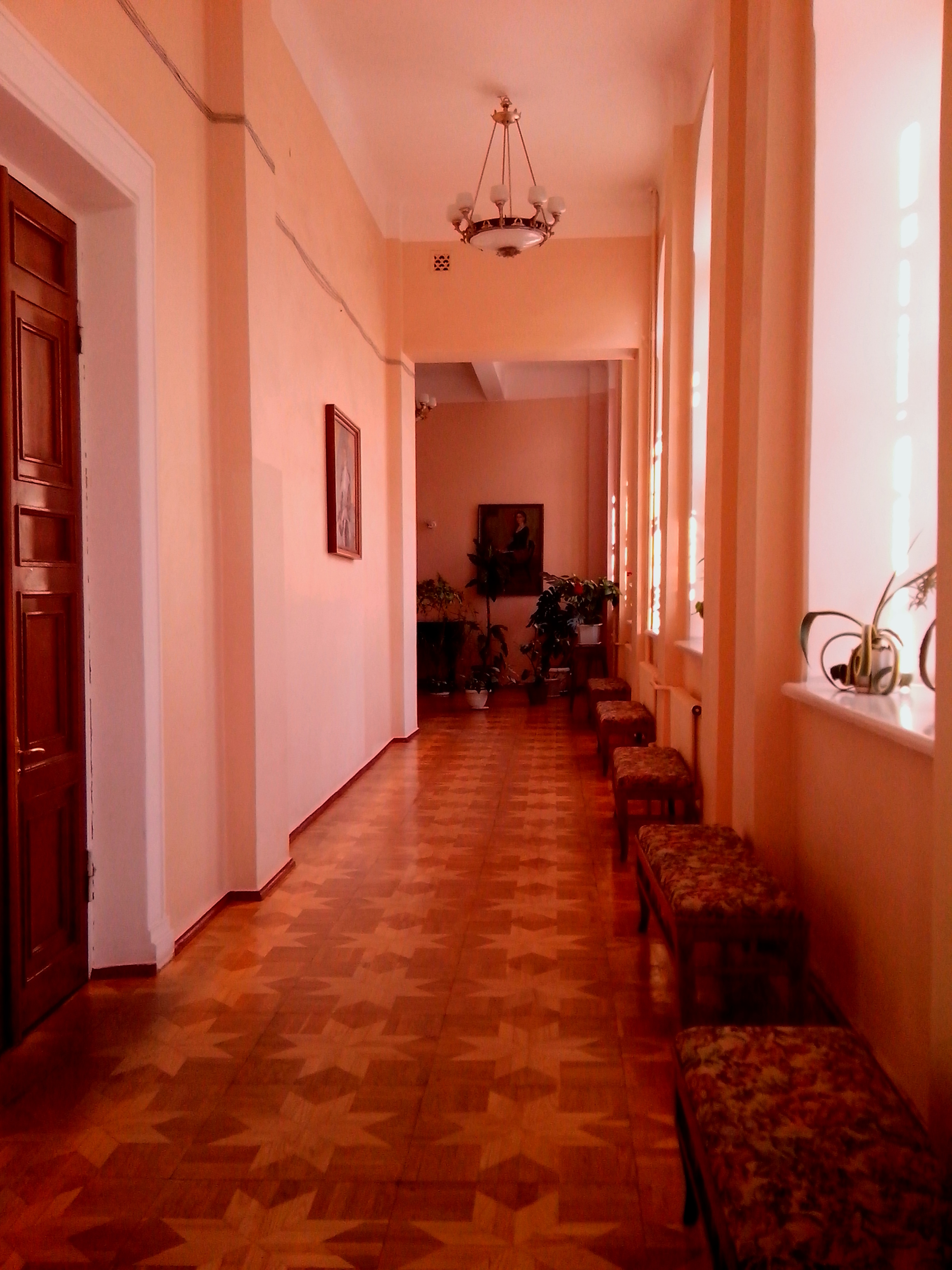
Interno, corridoio

La fondazione della filarmonica regionale di Černihiv risale al 1944 e per la sua sede iniziale venne scelto il territorio accanto alla chiesa di Santa Parasceva. A partire dal 1964 venne spostata nell'edificio storico dell'ex casa della confraternita diocesana di Nikolaev che era stato costruito tra il 1911 e il 1912 ed aveva già ospitato il dipartimento politico provinciale dell'Armata Rossa. Sino allo scoppio della seconda guerra mondiale divenne poi il teatro regionale di musica di Černihiv, quando il palazzo venne distrutto dalle fiamme in seguito a un bombardamento nazista. Fu ricostruito, ampliato e restaurato in stile russo nel secondo dopoguerra. Il gruppo dirigente e organizzativo ha subito molte modifiche nel corso degli anni ma ha sempre mantenuto inalterato l'interesse per la musica classica, per il folclore e per il varietà.

## Descrizione
Lo storico edificio si trova nel centrale viale Myru a Černihiv. La finalità dell'istituzione è quella di rendere popolare l'arte musicale ucraina promuovendola in tutte le sue espressioni e organizzando annualmente festival, concorsi e altri eventi. Collabora con la Filarmonica Nazionale dell'Ucraina.